# Flight International
Flight International (иногда, кратко — Flight) — британский авиакосмический еженедельный журнал, издающийся с 1909 года. На сегодняшний день это самый старый в мире издающийся журнал авиационной тематики. Имея глобальную команду журналистов и редакторов, журнал освещает все аспекты авиакосмической промышленности, авиационного транспорта, гражданской и военной авиации, бизнес-авиации, космоса. Статьи включают обзоры авиационной и космической техники, отчёты о тестовых полётах новой техники, технические отчёты и аналитические статьи.
Издатель журнала — Reed Business Information Ltd, подразделение Reed Elsevier. Конкуренты на рынке: Jane's Information Group и Aviation Week. Flightglobal.com — это веб-сайт Flight International.

## Содержимое
На февраль 2008 года Flight International включал в себя следующие рубрики:
News
- This Week
- Air Transport
- Defence
- Business Aviation
- General Aviation
- Technology
- Spaceflight
- Business

Regulars
- Comment
- Straight & Level
- Letters
- Classified
- Jobs
- Working Week
- Job of the Week

Features
В добавление к традиционному редакционному контенту, Flight International  также печатает объявления от работодателей авиационной промышленности и авиакомпаний.